# White Settlement (Texas)
White Settlement város az USA Texas államában, Tarrant megyében. Lakosainak száma 18 269 fő (2020. április 1.).

## Népesség
A település népességének változása:

| 2010 | 16 116 |
| 2020 | 18 269 |